# Sara Brownell
Sara Elaine Brownell est une chercheuse américaine en biologie et professeure à l’université d'État de l'Arizona. Ses recherches visent à rendre l'enseignement des sciences de premier cycle plus inclusif. Elle est élue compagnon de l’Association américaine pour l'avancement des sciences en 2022.

## Jeunesse et éducation
Sara Brownell étudie la biologie à l’université Cornell pour son premier cycle. Elle rejoint l’université Stanford en tant que doctorante, et étudie de petites protéines de choc thermique (sHSP) pour un usage anti-inflammatoire. Elle découvre que certaines sHSP sont protectrice chez les souris contre la sclérose en plaques et les accidents vasculaires cérébraux. En particulier, une carence en Alpha B cristallin (CRYAB) est associée à une aggravation de l'évolution de la maladie chez les patients victimes d'AVC. Après avoir terminé son doctorat, Brownell rejoint la faculté de Stanford en tant que conférencière en biologie et développe des cours de laboratoire basés sur l'investigation,. Elle travaille à la fois à l'université d'État de San Francisco et à l'université de Washington en tant que chercheuse postdoctorale en éducation scientifique.

## Recherches et carrière
Sara Brownell étudie l'enseignement de la biologie : comment les étudiants en biologie apprennent et comment les éducateurs en biologie peuvent développer des méthodes d'enseignement plus efficaces et inclusives,. Elle est nommée professeure adjointe à l’université d’État de Arizona en 2014. En 2020, elle fonde le Research for Inclusive STEM Education Center de l'université.
Brownell étudie les origines des écarts entre les sexes en science, avec un intérêt particulier à propos de la réussite et de la participation en biologie. Ses recherches montrent que les étudiants masculins sont plus confiants que leurs homologues féminins à propos de leur niveau en cours de sciences,. Ces différences de perception de soi peuvent avoir un impact sur la motivation et la participation. Elle identifie que les étudiants de premier cycle qui vivent dans un environnement de laboratoire positif sont considérablement plus susceptibles d'obtenir un diplôme en STIM. Elle enquête sur la manière dont les élèves de groupes marginalisés vivent un apprentissage actif ainsi que pour quelles raisons les éducateurs de groupes sous-représentés peuvent divulguer leur identité aux élèves,. En particulier, Brownell montre que l'apprentissage actif oblige les étudiants à interagir les uns avec les autres, ce qui peut donner aux étudiants LGBTQ+ le sentiment qu’ils doivent faire leurs coming out,.
Brownell identifie qu'il existe une déconnexion culturelle entre les enseignants laïcs les étudiants plus souvent religieux,,. En collaboration avec la doctorante Elizabeth Barnes, Brownell développe des stratégies pour aider les éducateurs à réduire les conflits entre l'enseignement de l'évolution et le maintien des croyances religieuses. Barnes et Brownell montrent qu'il est possible d'admettre que les questions théologiques relèvent du « pourquoi », alors que la science tente de répondre au « comment ».

## Prix et récompenses
- 2020 Committee for Campus Inclusion Catalyst Award de l'université d'État de l'Arizona[19]
- 2020 Éducateur LGBTQ+ de l'année Out to Innovate[14]
- 2022 Conférence John A. Moore[20]
- 2022 Compagnon de l’Association américaine pour l'avancement des sciences[21],[22]

## Sélection de publications
- Sara E Brownell et Kimberly D Tanner, « Barriers to faculty pedagogical change: lack of training, time, incentives, and...tensions with professional identity? », C B E Life Sciences Education, American Society for Cell Biology (d), vol. 11, no 4,‎ 1er janvier 2012, p. 339-346 (ISSN 1931-7913 et 1536-7509, PMID 23222828, PMCID 3516788, DOI 10.1187/CBE.12-09-0163).
- (en) Gita Bangera et Sara E. Brownell, « Course-based undergraduate research experiences can make scientific research more inclusive », C B E Life Sciences Education, American Society for Cell Biology (d), vol. 13, no 4,‎ 1er janvier 2014 et janvier 2014, p. 602-606 (ISSN 1931-7913 et 1536-7509, PMID 25452483, PMCID 4255347, DOI 10.1187/CBE.14-06-0099, lire en ligne).
- (en) Sara E. Brownell, Jordan V. Price et Lawrence Steinman, « Science Communication to the General Public: Why We Need to Teach Undergraduate and Graduate Students this Skill as Part of Their Formal Scientific Training », Journal of undergraduate neuroscience education : JUNE : a publication of FUN, Faculty for Undergraduate Neuroscience, vol. 12, no 1,‎ 15 octobre 2013, E6-E10 (ISSN 1544-2896, PMID 24319399, PMCID 3852879, lire en ligne).